# Yeşiltepe, Atakum
Yeşiltepe là một xã thuộc quận Atakum, tỉnh Samsun, Thổ Nhĩ Kỳ. Dân số thời điểm năm 2010 là 396 người.